# 飛騨高山ビッグアリーナ
飛騨高山ビッグアリーナ（ひだたかやまビッグアリーナ）は、岐阜県高山市にある高山市の総合体育館である。指定管理者制度により一般財団法人高山市体育協会が管理運営を行っている。
バレーボールやバスケットボールでは国際大会の開催も可能な約2,000の観客席を有すメーンアリーナを中心にサブアリーナなどを備え、スポーツの他イベントやコンベンションなども開催可能な施設である。
岐阜県の主要体育館のひとつで、2000年（平成12年）4月開館。2013年（平成25年）からは日本ハンドボールリーグ女子に参加した飛騨高山ブラックブルズ岐阜のホームアリーナとして使われる。

## 施設

### 1階
メインアリーナ（50 m×44 m）
- バレーボール（3面）、バスケットボール（2面）、バドミントン（10面）、ハンドボール（2面）、卓球（24台）
- 可動席（672席）

サブアリーナ（35 m×24 m）
- バレーボール（2面）、バスケットボール（1面）、バドミントン（4面）、卓球（6台）
- トレーニングルーム
- トレーニング機器（19台13機種）
- 多目的ルーム
- こども体育室
- 更衣室
- 会議室
- 大会本部席
- 調整室
- 医務室
- ラウンジ

### 2階
メインアリーナ観客席
- 1,312席（固定席1,280席、車椅子席32席）

武道場（29.2 m×29.2 m）
- 柔道（4面）、剣道（4面）

弓道場
- 近的6人立ち (28 m)、遠的3人立ち (60 m)

## 概要
- 休館日：年末年始（12月29日 - 1月3日）
- 開館時間：9時00分 - 22時00分
- 所在地：〒506-0051 岐阜県高山市中山町600番地
- 駐車場：210台

## アクセス
- JR高山駅から車で約10分。
- JR高山駅からのらマイカー北線に乗車。「ビッグアリーナ前」バス停下車し徒歩約1分。